# Chalcopteryx rutilans
Chalcopteryx rutilans là loài chuồn chuồn trong họ Polythoridae. Loài này được Rambur mô tả khoa học đầu tiên năm 1842.